# 선형 생성
선형생성(線型生成, linear span) 또는 선형포(線型包, linear hull)는 선형대수학 또는 함수해석학에서 어떤 벡터공간이 모든 부분공간의 교집합일 때 그 벡터공간의 벡터의 집합이다. 고로 벡터들의 집합의 선형생성은 선형공간이다.
어떤 체 {\displaystyle K}에 대한 어떤 벡터공간 {\displaystyle V}가 주어졌을 때, 어떤 벡터들의 집합 {\displaystyle S}(유한집합일 필요는 없음)의 생성은 {\displaystyle V}의 {\displaystyle S}를 포함하는 모든 부분공간의 교집합 {\displaystyle W}로 정의된다. 이때 {\displaystyle W}를 {\displaystyle S} 또는 {\displaystyle S}의 벡터들에 의해 생성된 부분공간이라 한다. 역으로 {\displaystyle S}는 {\displaystyle W}의 생성집합이라 불리며, 우리는 {\displaystyle S}가 {\displaystyle W}를 생성한다고 서술한다.
달리 서술하면 {\displaystyle S}의 생성은 {\displaystyle S}의 원소들의 모든 유한선형결합의 집합으로 정의될 수 있다.
{\displaystyle \operatorname {span} (S)=\left\{{\sum _{i=1}^{k}\lambda _{i}v_{i}{\Big |}k\in \mathbb {N} ,v_{i}\in S,\lambda _{i}\in \mathbf {K} }\right\}.}
만약 {\displaystyle S}가 {\displaystyle V}의 유한부분집합이면, {\displaystyle S}의 생성은 {\displaystyle S}의 원소들의 모든 선형결합의 집합이다. {\displaystyle S}가 무한집합일 경우, 무한선형결합들은 정의에 의해 배제된다.

## 같이 보기
- 볼록 껍질